# 名古山霊苑
名古山霊苑（なごやまれいえん）は、兵庫県姫路市にある市営墓地公園である。1954年（昭和29年）4月に開苑した。姫路城から北西に約1kmに位置する名古山の山上一帯に葬儀会場、斎場（名古山斎場）、寺院、各種慰霊碑などを併設する一大墓地で、戦没者の慰霊施設や三代目桂米朝、高田賢三らの墓所もある。

## 施設

### 仏舎利塔

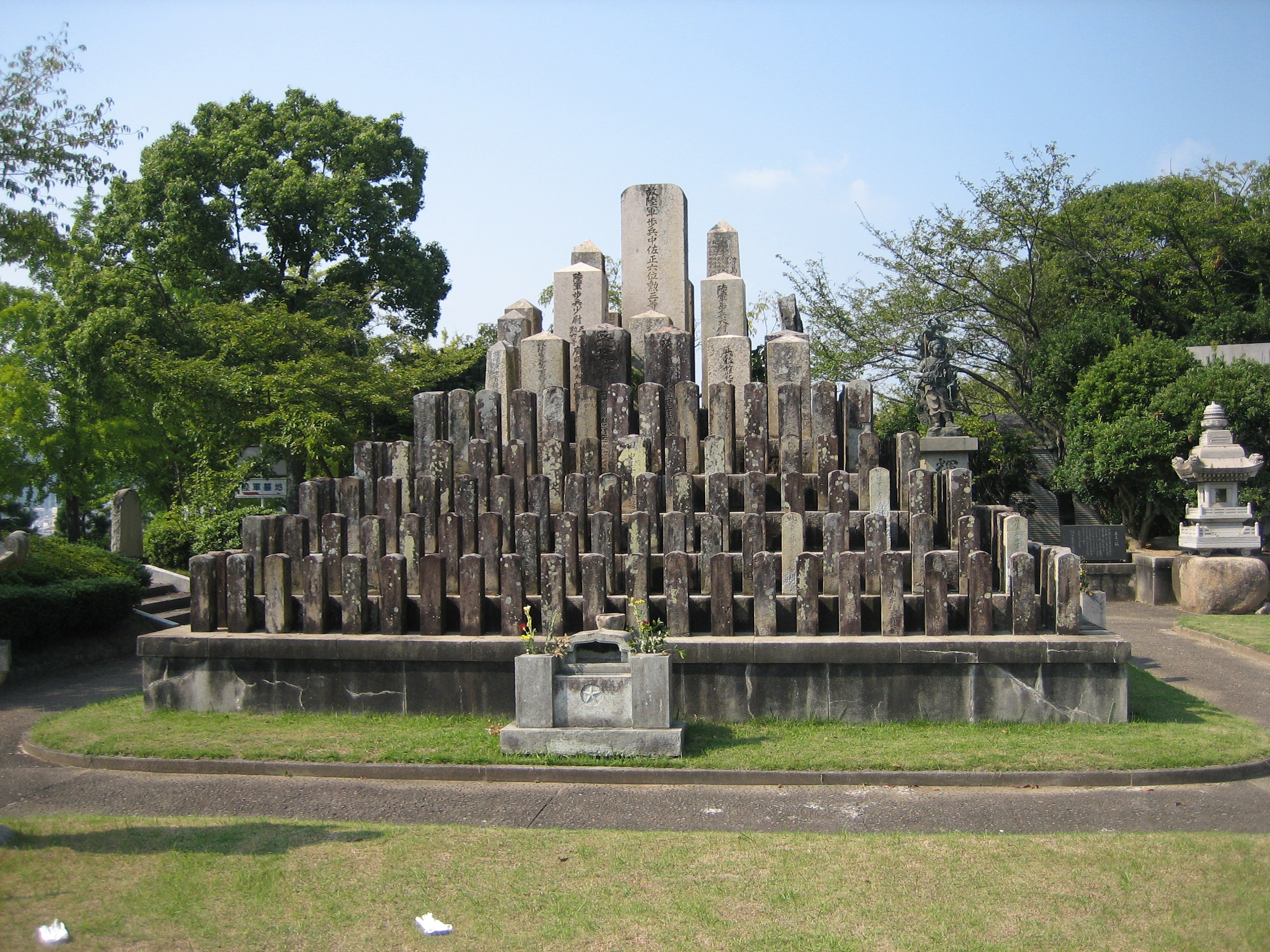
旧日本陸軍将兵の墓

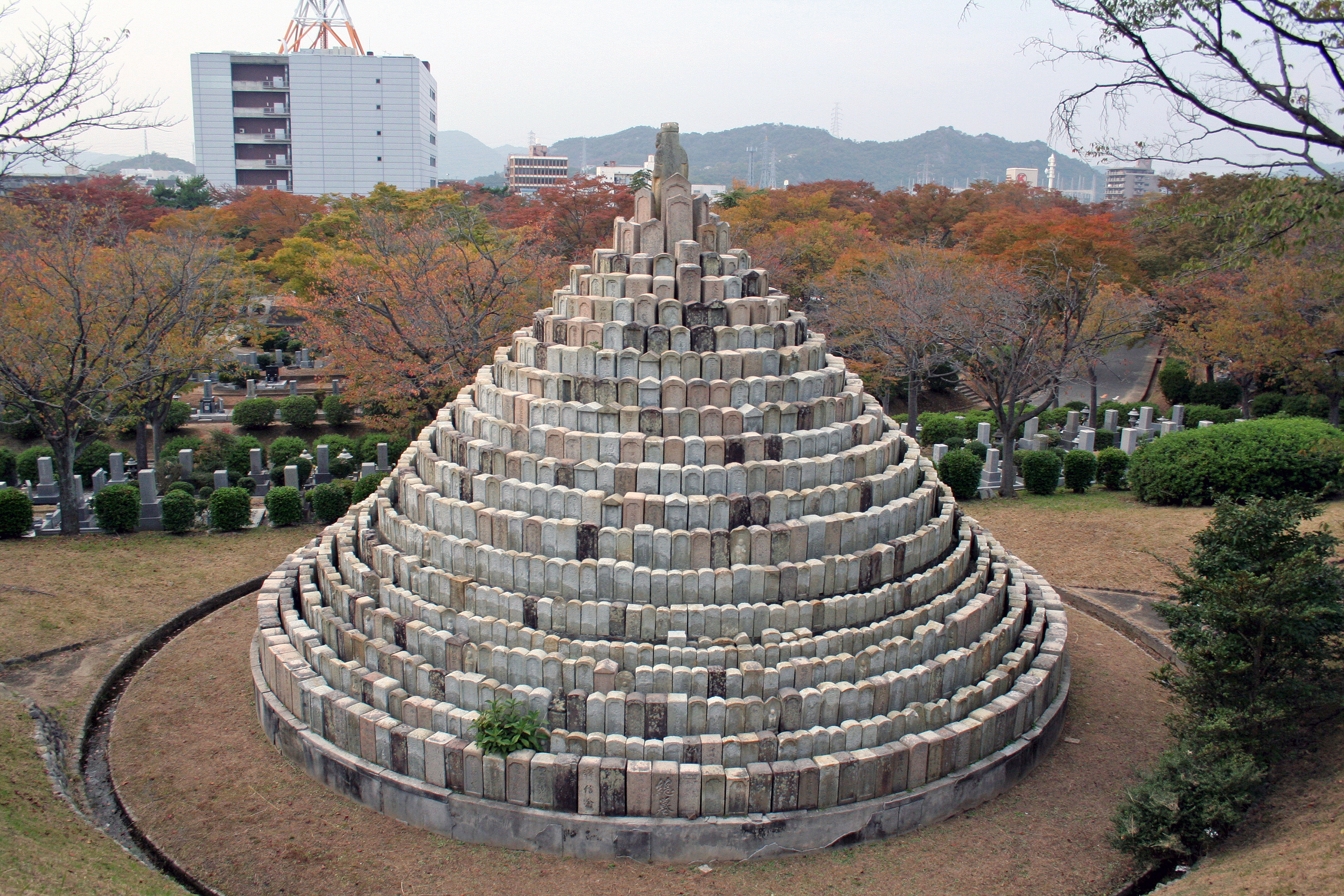
無縁仏の墓石群

姫路仏舎利塔建設協会（1957年10月設立。会長は姫路市長）によって建設された高さ37メートルの仏舎利塔である。1960年（昭和35年）4月8日に落慶式が催された。設計は当時横浜国立大学教授であった大岡実。
1954年（昭和29年）4月13日にインドのネルー首相より贈与された仏舎利が収めてあり、内部は絢爛たる仏教美術が施された名所である。天蓋に鳳凰が描かれており、その下に雲中観音、釈迦三尊と十大弟子の立像が並んでいる。仏像の痛みが激しかったため名古山霊苑協会が創立50周年に合わせ、2014年（平成26年）春から仏像の修復が始まり2015年（平成27年）に再公開された。
姫路市は仏舎利塔建設に約1億3400万円の市費を投入したが、その決算書が公表されなかったため、日本共産党西播地区委員会のメンバーが市長の石見元秀を相手取り住民監査請求を行った。この監査は1964年12月に「市の行為は正当」とする監査結果を示したが、こうした動きを受けて姫路仏舎利塔建設協会は解散し仏舎利塔の全施設を姫路市に寄付し、管理運営は1965年3月に設立された任意団体の名古山霊苑協会に事業委託された。本件に示すような公共事業の拡大に伴う姫路市財政の悪化による責任を問われ、石見は1967年4月の市長選挙において落選することになる。

### 陸軍墓地
名古山には日清・日露戦争以降の戦没者を葬る陸軍墓地が存在したが、名古山霊園建設にあたって納骨堂を建設しここに陸海軍将兵の遺骨を移し墓碑は二基のピラミッド状に集約されている。第一次世界大戦時に捕虜（日独戦ドイツ兵捕虜）となり兵庫県下で死去し、かつ遺骨が持ち帰られなかったオーストリア人2名・ハンガリー人1名のオーストリア＝ハンガリー帝国海軍兵士3名の墓も置かれている。

### 名誉えい地
姫路市名誉市民に叙された者のうち4名の墓が置かれている。
- 石見元秀（戦後復興期の姫路市長）
- 吉田豊信（石見元秀の次の姫路市長）
- 三代目桂米朝（落語家）
- 高田賢三（ファッションデザイナー）

## 主な行事
- 毎月8日……月例法要・宗教講話
- 2月8日……涅槃会（2月15日に替えて行う）
- 4月8日……名古山まつり
- 8月8日……清掃奉仕
- 12月8日……成道会

## アクセス

### 鉄道・バス
- JR 姫路駅から神姫バス今宿循環線で「車崎」下車。徒歩15分。
- 毎月8日（4月を除く）に神姫バス運行の名古山霊苑行き臨時直通バスあり[7]。

## 入場料
- 仏舎利塔入場料 - 大人200円
- ひょうごっ子ココロンカード[8]、どんぐりカード[9]、姫路市高齢者福祉優待カード[10]の対象施設になっている。対象者はカードを提示すれば入場無料。

## 史跡
- 名古山弥生式住居跡 - 山の東斜面に位置する名古山遺跡の発掘調査により、弥生時代中期の集落跡と3軒以上の竪穴建物跡が発見された。その内の1軒は、1973年（昭和48年）4月6日に「名古山弥生式住居跡」の名称で市の史跡に指定された[11]。